# Янюшевич, Обрен
Обрен «Артем» Янюшевич (серб. Обрен "Артем" Јањушевић; 1923, Озриничи — 23 июля 1944, Банатско-Карагеоргиево) — югославский партизан Народно-освободительной войны, воеводинский серб. Народный герой Югославии.

## Биография
Родился в 1923 году в селе Озриничи в бедной крестьянской семье колонистов. Детство провёл в Банатском-Карагеоргиеве, там окончил начальную школу и занимался сельским хозяйством. Состоял в «Сельском коло», с июня 1941 года член Союза коммунистической молодёжи.
В партизанском движении с 1941 года, помогал Александровацко-Карагеоргиевскому отряду. С осени 1941 года был курьером местного комитета КПЮ. С 1943 года возглавлял курьерское отделение и был секретарём местной партийной ячейки. Осенью 1942 принят в КПЮ, с лета 1944 года участвовал в диверсантских операциях.
23 июля 1944 покончил с собой во время одной из операций близ Банатского-Карагеоргиева, чтобы не попасть в плен. 7 июля 1953 посмертно награждён Орденом Народного героя Югославии.